# I Feel Fine
I Feel Fine (englisch für „Mir geht es gut“) ist ein Lied der britischen Band The Beatles, das am 27. November 1964 als Single veröffentlicht wurde. Geschrieben wurde das Lied von John Lennon. Die Aufnahme gilt als die erste Veröffentlichung, die ein Gitarrenfeedback enthält.

## Entstehung
Lennon entwickelte zunächst das von Bobby Parkers Lied Watch Your Step inspirierte Gitarrenriff, das als Basis für die gesamte Komposition diente. Watch Your Step gehörte in den frühen 1960er Jahren zum Liveprogramm der Beatles. Die Beatles hatten ursprünglich geplant, dass Eight Days a Week ihre nächste Single sein sollte, aber der Plan wurde verworfen, nachdem sie I Feel Fine fertiggestellt hatten. Das Lied gehörte von 1964 bis 1966 zum Live-Repertoire der Beatles. Es war einer der Songs, die während ihres letzten Konzerts am 29. August 1966 im Candlestick Park in San Francisco aufgeführt wurden.
I Feel Fine gilt als das erste Lied, in dem ein Feedback eingesetzt wurde. Zwar hatten bereits zuvor Bands wie The Kinks oder The Who Feedbacks als Stilmittel auf der Bühne eingesetzt, die Beatles waren allerdings die ersten, die ein Feedback auf Schallplatte veröffentlichten.
John Lennon sagte 1980 zum Lied: „Das bin ich komplett. Inklusive des E-Gitarren-Licks und der Platte mit dem ersten Feedback überhaupt. Ich fordere jeden heraus, eine Platte zu finden – es sei denn, es ist eine alte Blues-Platte von 1922 – die Feedbacks auf diese Weise verwendet. Ich meine, jeder spielte mit Feedback auf der Bühne, und die Jimi Hendrix-Sachen liefen schon lange vorher. Tatsächlich ist das Punk-Zeug jetzt nur das, was die Leute in den Clubs gemacht haben. Also beanspruche ich es für die Beatles, vor Hendrix, vor The Who, vor jedem.“

## Aufnahme
I Feel Fine wurde am 18. Oktober 1964 in den Londoner Abbey Road Studios aufgenommen. Produziert wurde die Aufnahme von George Martin, als Tontechniker fungierten Norman Smith und Geoff Emerick. Die Band hatte an diesem Tag das Studio 2 von 14:30 bis 23:30 Uhr gebucht. In diesen neun Stunden nahmen sie neben I Feel Fine auch Kansas City/Hey-Hey-Hey-Hey, Mr. Moonlight, I’ll Follow the Sun, Everybody’s Trying to Be My Baby, Rock and Roll Music und Words of Love auf. Alle Lieder waren für das kommende Album Beatles For Sale gedacht, das pünktlich zum Weihnachtsgeschäft 1964 vollendet sein musste.
Die Aufnahmesession für I Feel Fine nahm neun Takes in Anspruch. Es war die erste Aufnahme der Beatles, bei der zunächst nur die instrumentale Begleitung und anschließend der Gesang per Overdub aufgenommen wurde. Dies war dem Umstand geschuldet, dass Lennon das Lied nicht gleichzeitig spielen und singen konnte.
Der prägnante Riff, mit dem das Lied beginnt, spielte Lennon auf einer akustischen Gibson-Gitarre, die elektrisch verstärkt wurde. Während der Aufnahme kam es versehentlich zu einer Rückkopplung, als Lennon die Gitarre gegen seinen Verstärker lehnte. Der Effekt gefiel der Band gut und wurde fortan zu Beginn des Liedes eingesetzt.
Die Abmischungen des Liedes erfolgten am 21. Oktober 1964 in Mono für Großbritannien und eine weitere für die USA. Die Abmischung für den US-Markt hatte einen deutlichen Hall. Am 4. November 1964 erfolgte die Stereoabmischung.

## Veröffentlichungen
- I Feel Fine erschien am 27. November 1964 als die achte Single der Band. Auf der B-Seite befindet sich die McCartney-Komposition She’s a Woman. Verlegt wurde I Feel Fine ab 1964 von Northern Songs in London. In Großbritannien und den USA erreichte das Lied Platz eins der Single-Charts. In Deutschland erreichte es Platz drei.
- Am 15. Dezember 1964 wurde in den USA I Feel Fine auf dem Album Beatles ’65 veröffentlicht, in Deutschland erschien das Album erst am 4. Mai 1965. Bei der Monoversion von I Feel Fine wurde zusätzlicher Hall verwendet. I Feel Fine wurde für die Stereoversion des US-Albums in den USA von Dave Dexter Jr neu abgemischt, dabei wurde die Monoversion in eine Duophonic-Version (Fake-Stereo) umgewandelt. Das deutsche Album enthält ebenfalls eine Fake-Stereoversion, allerdings ohne Hall, aber mit einem längeren Outro als andere Versionen.
- In Deutschland erschien am 18. Juni 1965 das Kompilationsalbum The Beatles’ Greatest, das die gleiche Pseudo-Stereo-Version von I Feel Fine, wie vom Album Beatles ’65 enthält.
- In den darauffolgenden Jahren wurde I Feel Fine für folgende Kompilationsalben der Beatles verwendet: A Collection of Beatles Oldies (1966), 1962–1966 (1973), 20 Greatest Hits (1982), Past Masters (1988) und 1 (2000). Bei einigen Veröffentlichungen ist ein Flüstern am Anfang des Liedes vorhanden.
- Für BBC Radio nahmen die Beatles unter Livebedingungen eine weitere Fassung von I Feel Fine auf, die am 17. November 1964, im BBC Playhouse Theatre (London), eingespielt wurde und erschien am 28. November 1994 auf dem Album Live at the BBC. Eine nicht gesendete Version von I Feel Fine, ebenfalls am 17. November 1964, im BBC Playhouse Theatre eingespielt, wurde am 8. November 2013 auf dem Album On Air – Live at the BBC Volume 2 veröffentlicht.
- Am 13. März 1996 erschien das Album Anthology 2, das eine Liveaufnahme in Mono von I Feel Fine vom 1. August 1965 aus dem ABC Theatre in Blackpool enthält.
- Am 6. November 2015 wurde das Album 1 zum zweiten Mal wiederveröffentlicht. Dabei sind bei einigen Liedern, die von Giles Martin und Sam Okell neu abgemischt wurden, deutlich hörbare Unterschiede zu vernehmen; so wurden die beiden Gesangsstimmen bei I Feel Fine auf dem rechten und linken Kanal getrennt.[2][3]
- Am 10. November 2023 wurde das Kompilationsalbum 1962–1966 erneut wiederveröffentlicht; auf diesem befindet sich I Feel Fine in einer von Giles Martin und Sam Okell 2023 neu abgemischten Version.

## Musikvideos
Die Beatles drehten zwei Promotion-Filme für das Lied am 23. November 1965, zwölf Monate nach der Singleveröffentlichung, in den Twickenham Film Studios in London. Regisseur war Joe McGrath. Die Schwarz-Weiß-Musikvideos wurden an Fernsehsender versandt.

## Coverversionen
Es wurden über 150 Coverversionen von I Feel Fine veröffentlicht.

## Auszeichnungen für Musikverkäufe
| Land/Region                  | Auszeichnungen für Musikverkäufe (Land/Region, Auszeichnung, Verkäufe) | Verkäufe  |
| ---------------------------- | ---------------------------------------------------------------------- | --------- |
| Vereinigte Staaten (RIAA)    | Gold                                                                   | 1.000.000 |
| Vereinigtes Königreich (BPI) | —                                                                      | 1.440.000 |
| Insgesamt                    | 1× Gold ·                                                              | 2.440.000 |